# Cribrarula garciai
Cribrarula garciai is een slakkensoort uit de familie van de Cypraeidae. De wetenschappelijke naam van de soort is voor het eerst geldig gepubliceerd in 2001 door Lorenz & Raines.